# ШВСМ (хоккейный клуб, Киев)
ШВСМ (Школа высшего спортивного мастерства) — советский и украинский клуб по хоккею с шайбой из Киева.

## Названия
- 1960—1979: «Красный экскаватор»
- 1980—1984: «Машиностроитель»
- 1985—1995: ШВСМ
- 1995—1996: ШВСМ-«Сокол»

## История
Хоккейная команда при заводе «Красный экскаватор» была создана в 1960 году, участвовала в городских и республиканских турнирах. В 1960—1979 годах команда 12 раз была чемпионом УССР, побеждала в Кубке республики. В начале 1970-х годов основу команды составляли бывшие игроки «Динамо» Герман Григорьев, Юрий Потехов, Сергей Серебряков, Александр Шоман.
В сезон 1979/80 команда дебютировала в первенстве второй лиги. В январе 1980 года название было изменено на «Машиностроитель». В 1985 году команда сменила название на ШВСМ. В сезонах 1986/87 — 1988/89 клуб играл в первой лиге, затем вернулся во вторую лигу.
В чемпионате Украины ШВСМ в дебютном сезоне-1993 завоевала серебряные награды, в следующем году стала чемпионами Украины, в 1995 стала бронзовым призёром.
Под названием ШВСМ «Сокол» в сезоне 1995/96 гг. клуб принял участие в первом розыгрыше Восточно-Европейская хоккейная лига, в котором занял 5 место.
Летом 1996 года ШВСМ прекратила свое существование. В следующем году на базе команды был создан клуб «Беркут-ПВО», уже не имевший статуса фарм-клуба «Сокола».